# David Vunagi

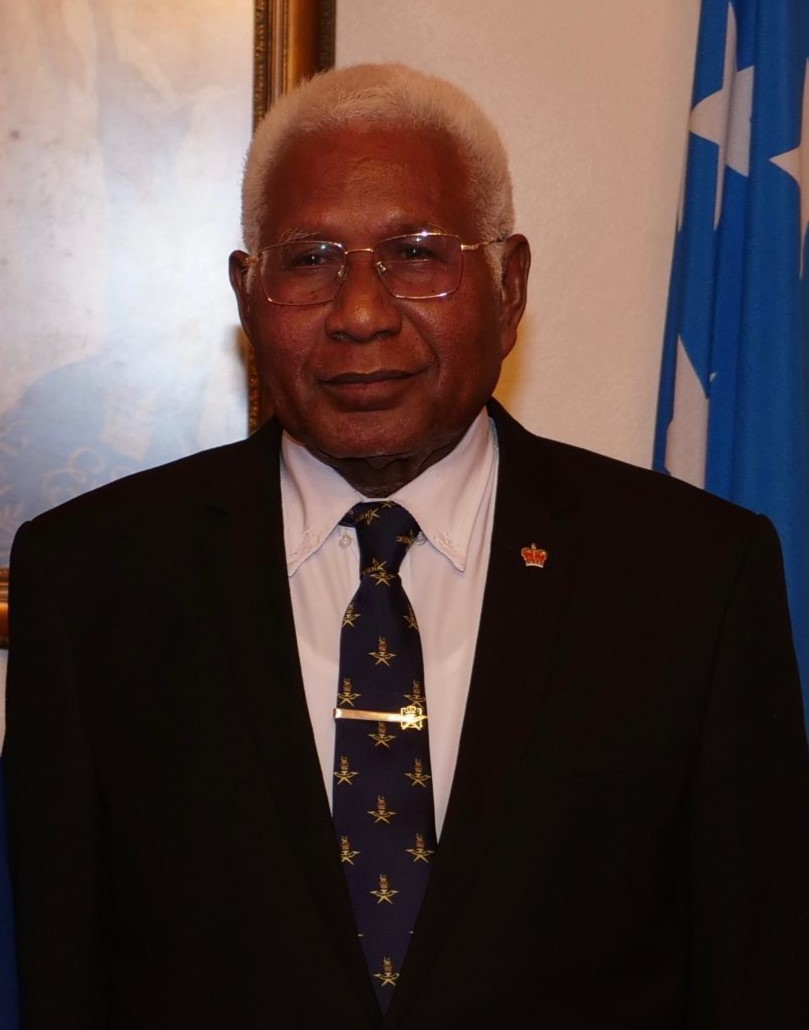
David Vunagi (2020)

Sir David Okete Vuvuiri Vunagi, GCMG (* 5. September 1950 in Samasodu, Santa Isabel; † 7. März 2025 in Okea, Guadalcanal), war ein anglikanischer Bischof in den Salomonen und bis etwa Mitte 2024 Generalgouverneur der Salomonen. Er war davor der Archbishop of Melanesia und Bischof der Diocese of Central Melanesia von 2009 bis 2015.

## Leben
Vunagi wurde in Samasodu auf der Insel Santa Isabel, Provinz Isabel geboren, im damaligen British Solomon Islands Protectorate. Er erhielt seine Schulbildung an der KGVI Secondary School (1968–1973). Dann erwarb er ein Diplom für Education in Science (Wissenschaftsunterricht) an der University of the South Pacific (1976) und einen Bachelor of Medicine für Education in Biology an der University of Papua New Guinea (1982). Bevor er Priester wurde, war Lehrer an der Regierungsschule KGVI und am Selwyn College der Church of Melanesia. Vunagi erwarb 1990 einen Bachelor of Theology am St John’s College, Auckland und einen Master of Theology an der Vancouver School of Theology 1998.
1992 war er Lehrer am Bishop Patteson Theological College Kohimarama, Kohimarama, Salomonen. Später ging Vunagi nach Kanada, wo er als Assistant Priest im St. Anselm’s Parish in der Diocese of New Westminster in British Columbia diente (1996–1998). Er kehrte danach auf die Salomonen zurück, wo er als Priester in der Diözese Ysabel diente. 1999 ging er wieder als Lehrer an das Selwyn College, wo er Schulleiter (Principal) wurde. 2000 wurde er Mission Secretary am Provincial Headquarters der Church of Melanesia und wurde im selben Jahr als Bischof der Diözese Temotu gewählt. Dieses Amt hatte er bis 2009 inne. Am 6. Mai 2001 wurde er konsekriert und als der dritte Bischof von Temotu eingesetzt.
Am 4. März 2009 wurde er als der 5. Erzbischof und Primas der Church of the Province of Melanesia. Die Wahl in einem Provincial Electoral Board wurde in Honiara abgehalten, die Einsetzung erfolgte am 31. Mai 2009.
Vunagi besuchte das Vierte Treffen der anglikanischen Bewegung Global South in Singapur, (19.–23. April 2010) und war auch bei der Global South Conference in Bangkok, 18.–20. Juli 2012.
Das Amt als Erzbischof legte Vunagi am 6. September 2015 nieder, in einer Zeremonie, die in der St. Barnabas Cathedral in Honiara gefeiert wurde. Anwesend waren die neun Bischöfe der Anglican Church of Melanesia. Nathan Tome, der Bischof von Guadalcanal übernahm kommissarisch das Amt bis zur Wahl des neuen Primas am 12. Februar 2016.
Im Juni 2019 war Vunagi der einzige Kandidat für den Posten des Generalgouverneurs der Salomonen. Er nahm das Amt offiziell am 7. Juli 2019 an.
In einer Privataudienz bei König Charles III. im Buckingham Palace am 4. Juni 2024 zeichnete er den Monarchen mit dem Stern der Salomonen aus, der höchsten Auszeichnung der Salomonen.
Vunagi war verheiratet mit Mary Vunagi, der zweiten Tochter von Bischof Sir Dudley Tuti. Das Paar hatte drei Kinder: Dudley, Rusila und Douglas. Er starb am 7. März 2025 im Alter von 74 Jahren in Okea, North Guadalcanal.